# Mormidea pama
Mormidea pama är en insektsart som beskrevs av Rolston 1978. Mormidea pama ingår i släktet Mormidea och familjen bärfisar. Inga underarter finns listade i Catalogue of Life.